# محمد بن صالح الهاشمي
أبو الحسن محمد بن صالح بن علي بن يحيى الهاشمي ابن أم شيبان (293 هـ في الكوفة-369 هـ)؛ قاضي قضاة بغداد في الدولة العباسية. ولد القاضي أبو الحسن سنة ثلاث وتسعين ومات في بغداد في جمادى الأولى سنة تسع وستين وثلاث مئة. والقاضي أبو الحسن محمد بن صالح هو من أهل الكوفة ولد ونشأ فيها. وقدم إلى بغداد سنة إحدى وثلاث مئة مع أبيه. وقرأ عن أبي بكر بن مجاهد. ثم انتقل إلى مدينة الحضرة في سنة ستة عشرة وثلاث مئة وصاهر قاضي القضاة محمد بن يوسفملاحظة على حفيدته. كان أبا الحسن محمد بن صالح يدين الإسلام على مذهبه مالك. ولم يتقلد منصب قاضي القضاة في بغداد من بني هاشم غيره. قلده الميطعُ قضاة الشرقية ومدينة بغداد في رجب سنة خمس وثلاثين وثلاث مئة. ثم تقلد أبو السائب عتبة بن عبيد الله بغداد في سنة ست وثلاثين وثلاث مئة ونُقِل أبو الحسن محمد بن صالح الهاشمي إلى مصر والرملة وقطعة من أعمال الشام.

## قيل فيه
ذكر علي بن ابي علي البصري، قال سمعت ابي يقول: قال عضد الدولة يومًا وأنا حاضر، وقد جرى ذكر أهل بغداد وكان يذمهم كثيرًا ويثلبهم، ما وقعت عيني في هذا البلد على أحد يستحق التفضيل، أو أن يسمى برجل غير نفسين، ولما ميزتهما علمت أنهما ليسا من أهل بغداد. قال أبي فتشوقت لمعرفتهما ولم أساله عنهما، وبان له ذلك في وجهي، فقال: أما أحدهما وأولاهما باتفضيل فأبو الحسن ابن ام شيبان (محمد بن صالح الهاشمي)، والآخر محمد بن عمر والمقصود العلوي، وهما كوفيان. وقد ذكر علي بن المحسن أن مولده كان في يوم عاشوراء من سنة أربع وتسعين ومئتين. قال محمد بن أبي الفوارس في ذكر القاضي أبا الحسن، كان نبيلًا سريًا فاضلًا، وما رأينا مقله في معناه في الصدق.

## هوامش
- ملاحظة: القاضي أبو عمر محمد بن يوسف بن يعقوب قاضي القضاة أبو عمر محمد بن يوسف بن يعقوب بن إسماعيل الأزدي.